# Эстерокер
Эстерокер (швед. Österåkers kommun) — коммуна в лене Стокгольм. Административный центр — Окерсберга.

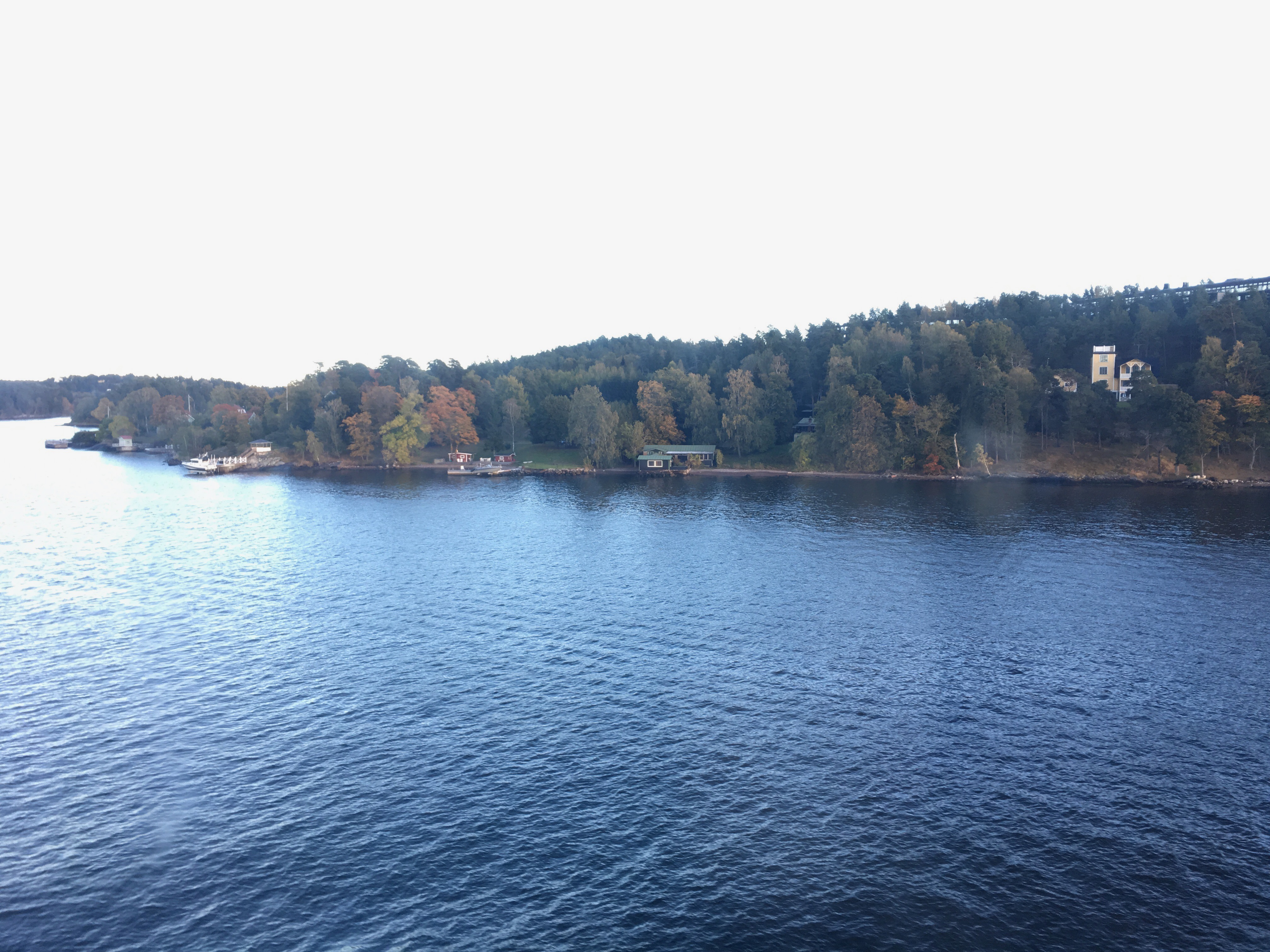
Балтийское побережье

Коммуна расположена в юго-восточной части провинции Уппланд, на балтийском побережье Швеции. Также включает в себя несколько крупных островов Стокгольмского архипелага, включая острова Юстерё, Сиаршё, Ваттершё, Ингмаршё и Саршё. На юге граничит с коммунами Вермдё и Ваксхольм, на западе с Тебю, на северо-западе с Валлентуной и на севере с Норртелье. Все эти коммуны входят в состав лена Стокгольм.
Здесь родился Крон, Виктор - шведский поп певец, представитель Эстонии на Евровидение-2019.